# The Best of Warrant
The Best of Warrant es el primer álbum recopilatorio de la banda de hard rock estadounidense Warrant, lanzado en 1996. Contiene éxitos de sus tres primeros álbumes, "Dirty Rotten Filthy Stinking Rich", "Cherry Pie" y "Dog Eat Dog". El álbum "Ultraphobic" no fue tenido en cuenta en este compilado.

## Lista de canciones
1. "Down Boys"
2. "32 Pennies"
3. "Heaven"
4. "Dirty Rotten Filthy Stinking Rich"
5. "Big Talk"
6. "Sometimes She Cries"
7. "Cherry Pie"
8. "Thin Disguise"
9. "Uncle Tom's Cabin"
10. "I Saw Red" (Acústica)
11. "Bed of Roses" (Editada)
12. "Mr. Rainmaker"
13. "Sure Feels Good to Me"
14. "Hole in My Wall"
15. "Machine Gun"
16. "We Will Rock You"